# Rumilly, Haute-Savoie
Rumilly är en kommun i departementet Haute-Savoie i regionen Auvergne-Rhône-Alpes i sydöstra Frankrike. Kommunen ligger i kantonen Rumilly som tillhör arrondissementet Annecy. År 2022 hade Rumilly 16 082 invånare.

## Befolkningsutveckling
Antalet invånare i kommunen Rumilly
| Referens: INSEE |